# Мононобе но Морія
Мононобе но Морія (д/н — 587) — середньовічний японський політичний та військовий діяч на початку періоду асука, непримиренний ворог розповсюдження бюддизму.

## Життєпис
Походив з аристократичного роду Мононобе. Син Мононобе но Окосі і Асахіме, (доньки Юге Вако). Після смерті батька очолив «партію» супротивників буддизму. Діяв разом з родом Накатомі. Йому протистояв рід Соґа на чолі із Соґа но Умако. 572 року зі сходженням на трон імператора Бідзен отримав титул і посаду о-мурадзі. Приводом до посилення протистояння стали події, що відбулися безпосередньо після смерті імператора Бідацу у 585 році. під час церемонії поховання між Морія і Умако вибухнуло відкрита сварка з особистими образами.
Престол він залишив своєму брату Йомею, але інший брат покійного, царевич Анахобе, вирішив захопити владу всупереч заповіту, а для цього прорватися в гробницю і отримати наче посмертне благословення. Гробницю взявся боронити Міва но Сакау. Мононобе но Морія підтримав принца Анахобе. В результаті Сакау загинув, але трон однаково залишився за Йомеєм. Протягом правління останнього Мононобе і Соґа боролися за владу, фактично розділивши правління над державою. При цьому військовими і поліцейськими справами опікувався саме Морія. Його союзником був Накатомі но Іваре.
Після смерті Йомея 587 року влада перейшла до Сусюна, якого поставив на трон Соґа но Умако. В свою чергу Мононобе но Морія знову підтримав претендента — принца Анахобе. В результаті почалися відкриті бойові сутички. Спочатку загони Соґа но Умако напали на резиденцію принца Анапобе, в результаті чого принца було вбито. Тоді зі своїм військом, що складалося з вояківта слуг (яцуко) виступив Мононобе но Морія. Останньому вперших сутичках вдалося завдати низки поразок суперникові. Трактат «Ніхон Сьокі» згадує, що Морія використовував польові укріплення з снопів рисової соломи (інакі), під прикриттям яких його воїни вели обстріл з луків. Соґа відступив до гори Сіґфсан, де у серпні 587 року відбулася вирішальна битва. У вирішальний момент Мононобе но Морія було вбито стрілою, внаслідок чого його військо було деморалізовано й невдовзі розбіглося. Внаслідок цього буддизм поширився країною, а рід Мононобе втратив  будь-який вплив.